# XML Bookmark Exchange Language
 (septembre 2023).
XML Bookmark Exchange Language (XBEL) est un format ouvert fondé sur XML visant à devenir un standard pour le partage d'URIs (ici les marque-pages ou favoris des navigateurs web).
XBEL a été créé en 1998 par le Python XML Special Interest Group .

## Logiciels utilisant XBEL
- Konqueror
- Midori